# Haruka Miyashita
Haruka Miyashita (jap. 宮下遥 :Miyashita Haruka; ur. 1 września 1994 w Kuwanie) – japońska siatkarka, grająca na pozycji rozgrywającej. Obecnie występuje w drużynie Okayama Seagulls.

## Sukcesy klubowe
Mistrzostwo Japonii:
- 2014, 2020
- 2013

## Sukcesy reprezentacyjne
Mistrzostwa Azji:
- 2013

Grand Prix:
- 2014

Volley Masters Montreux:
- 2015

## Nagrody indywidualne
- 2016 - Najlepsza rozgrywająca Światowego Turnieju Kwalifikacyjnego Igrzysk Olimpijskich 2016